# Zoedia v-album
Zoedia v-album là một loài bọ cánh cứng trong họ Cerambycidae.